# Rowenta

Logo von Rowenta

Rowenta ist seit 1909 eine Marke für Küchen- und Haushaltsgeräte und gehört seit 1988 der französischen Groupe SEB. Die deutsche Tochtergesellschaft war die Rowenta Werke GmbH in Erbach in Hessen, welche im Jahr 2022 aufgelöst und geschlossen wurde.

## Geschichte

### 1884 bis 1945

Historisches Logo

Robert Weintraud gründete 1884 mit den beiden Kompagnons Heyne und Aulmann die Weintraud & Comp. in Offenbach am Main, um für die ortsansässige Lederindustrie Gürtelschnallen und Beschläge herzustellen.

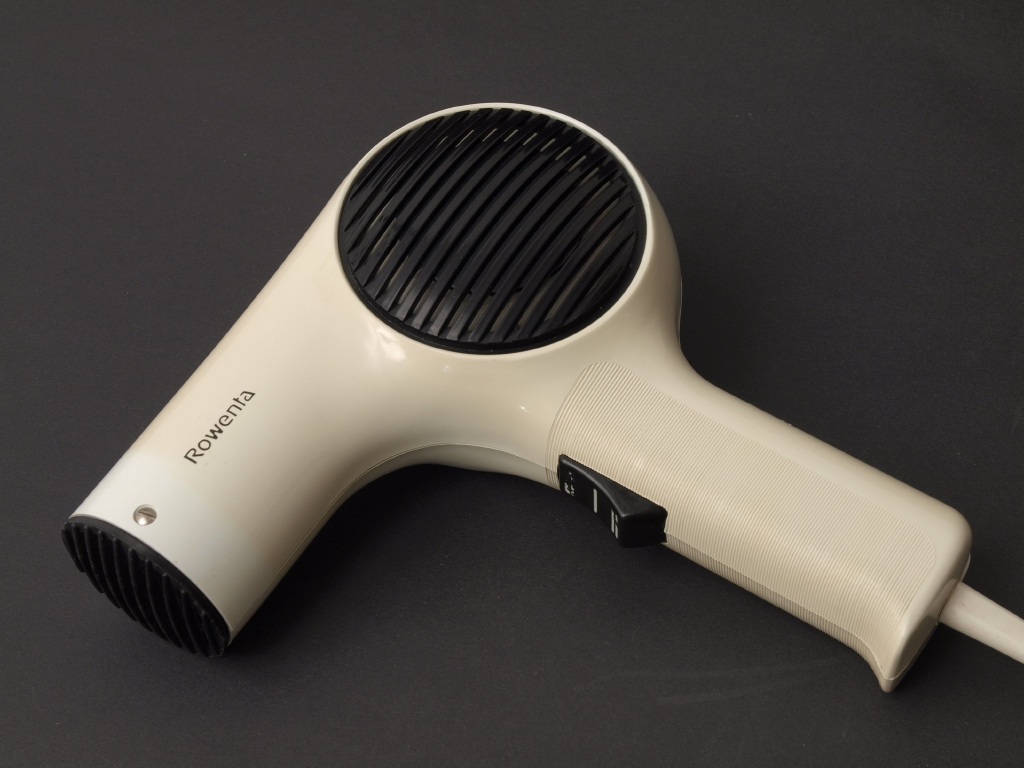
Haartrockner EK-661/67

1909 wurde das Unternehmen in Weintraud & Co. GmbH umbenannt und der Markenname Rowenta in Anlehnung an den Namen des Firmengründers (Robert Weintraud) angemeldet. Bereits 1913 beantragte Rowenta Markennamenschutz für elektrische Heiz-, Koch- und Wärmeapparate und andere Produkte. Die Produktion von Toastern oder Brotröstern des Typs E 5003, der dem Simplex T-211 von AEG recht ähnlich sah und einer der ersten Toaster in Deutschland war, begann 1915. In den frühen 1920er Jahren wurden erstmals weitere elektrische Luxus-Haushaltsgeräte von Rowenta produziert. Darunter waren Bügeleisen, Kaffeemaschinen und Wasserkocher. Auch die gastronomischen Kaffeemaschinen wurden schnell zum Verkaufsschlager. Im Zweiten Weltkrieg wurde das Rowenta-Werk in der Offenbacher Waldstraße durch alliierte Bomberverbände fast völlig zerstört und die Produktion kam zum Erliegen.

### 1946 bis 1997

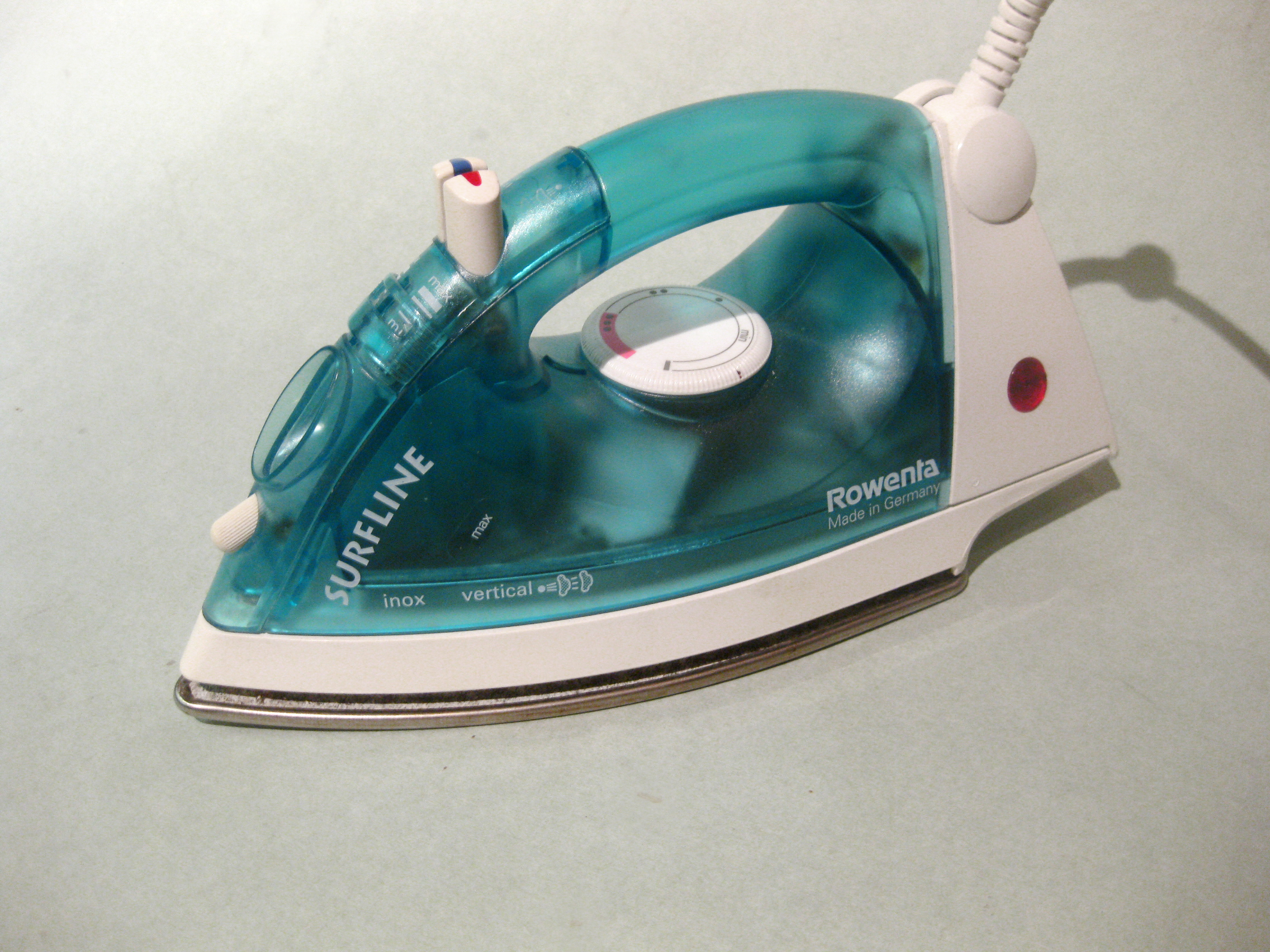
Das Bügeleisen Surfline der frühen 1990er Jahre mit semitransparentem Gehäuse begründete einen Trend bei Kunststoffprodukten allgemein

Nach Kriegsende wurde das Werk am selben Ort wieder aufgebaut und die Produktion von Kochplatten und Bügeleisen aufgenommen. 1948 begann die Produktion von Feuerzeugen und ein Jahr später konnte das erste Bügeleisen mit Temperaturregler und Thermostat eingeführt werden. Das bekannte Herrenfeuerzeug snip wurde 1952 erstmals produziert. Auch der meistverkaufte Bügelautomat in Deutschland in den 1960er Jahren, der Federleicht, wurde von Rowenta hergestellt. Das Zweigwerk Erbach im Odenwald wurde 1959 gegründet.
Im Jahr 1963 erwarb das US-Unternehmen Sunbeam Corporation mit Sitz in Chicago, USA, das Familienunternehmen und gründete bald darauf die Niederlassung Rowenta France. Im selben Jahr wurde das men-Feuerzeug mit dem Preis des New Yorker Museum of Modern Art ausgezeichnet. Weitere Niederlassungen und Tochtergesellschaften entstanden: Rowenta Austria (Österreich) 1967, Rowenta Italia (Italien) 1973, Rowenta U.K. (Großbritannien) 1976, Rowenta Netherlands (Niederlande) 1976 und Rowenta Belgium (Belgien) 1980.
1982 wurde der Mutterkonzern Sunbeam Corporation von der Allegheny International mit Sitz in Pittsburgh, USA, übernommen. Der Bereich Feuerzeuge (inkl. Werbemittel) wurde ebenfalls 1982 im Rahmen eines Lizenzabkommens an die Gebr. Heinemann KG, Hamburg, übergeben. Nach vier Jahren Zugehörigkeit zu Allegheny International wurde Rowenta mitsamt dem Mutterkonzern von Chicago Pacific Corporation (später im Maytag-Konzern aufgegangen) mit Sitz in Chicago aufgekauft und die Tochtergesellschaft Rowenta USA gegründet. Wieder zwei Jahre danach, 1988, kaufte die französische Groupe SEB Rowenta und integrierte sie als eigene Marke in den Konzern. Als 1993 die Gebr. Heinemann KG den Vertrag kündigte, übernahm die Gerotec GmbH, Buchholz in der Nordheide, die Lizenz zur Fertigung von Feuerzeugen.
1997 wurde die Produktion in Offenbach eingestellt. Die Gebäude wurden abgerissen und das Gelände zu einem neuen Gewerbegebiet ausgebaut. Seit 2004 ist in diesem Gewerbegebiet eine Straße nach Rowenta benannt.

### 1997 bis heute
Trotz der Auffrischung des Designs der Produktpalette, unter anderem auf neue Farben, und trotz der Einführung des Staubsaugers Infinium RS 921, der ohne Staubbeutel auskommt, sowie der Tatsache, dass Rowenta 2004 weltweit 1.200 Mitarbeiter beschäftigte und einen Umsatz von 120 Millionen Euro erwirtschaftete, kriselte es 2005 in dem Unternehmen. 215 von 575 Mitarbeitern im Werk Erbach im Odenwald wurden entlassen. Die Produktion von zwei Millionen Bügeleisen der untersten Preiskategorie sollte künftig zur Hälfte in die Volksrepublik China ausgelagert werden. Die Geschäftsleitung unter Olivier Naccache und die Eigentümerin Groupe SEB ließen in Erbach weiter die Qualitätskontrolle sowie die Entwicklung und Produktion hochwertiger Bügeleisen durchführen.
2006 lag der von 335 Mitarbeitern erzielte Umsatz bei 53,8 Millionen Euro, bis zu 35 % davon wurden in den USA erzielt, 55 % in Europa und rund 10 % in Asien. Das Werk war in der Lage, 200.000 Bügeleisen pro Jahr mehr zu produzieren als vor dem Arbeitsplatzabbau im Vorjahr. Das Bundeskartellamt verhängte 2007 gegen die Hausgerätehersteller Krups und SEB Deutschland (Rowenta, Tefal) Bußgelder von mehr als 1,4 Millionen Euro wegen unzulässiger Preismanipulationen. Von den Unternehmen sei versucht worden, für einige ihrer Produkte Mindestpreise am Markt durchzusetzen und dazu erheblichen wirtschaftlichen Druck auf die Händler auszuüben.
2009 wurden 119 der noch 290 Beschäftigten des Erbacher Bügeleisen-Werks entlassen. Am Jahresende waren in Erbach 181 Mitarbeiter beschäftigt. Am Standort Pont-Evêque sollten zudem 95 weitere Arbeitsplätze entfallen.
Das Bügeleisensortiment bestand 2013 aus sechs Bügeleisen-Grundmodellen. Daraus wurden 40 bis 50 Varianten abgeleitet, die in Losen von 5.000 Exemplaren produziert wurden. Das von Jochen Weber geleitete Unternehmen produzierte 2013 im Zweischichtbetrieb pro Tag 3.000 Bügeleisen, rund 1,7 Millionen pro Jahr. Die Erbacher Produktionsstätte galt als eines der modernsten Bügeleisenwerke Europas. Forschung betrieb Rowenta insbesondere im Bereich der Bügelsohlentechnik. Jährlich wurde der Rowentianer des Jahres ausgezeichnet.
Das Bügeleisenwerk in Erbach mit zuletzt noch 160 Mitarbeitern wurde schließlich zum 30. Juni 2022 geschlossen. Es galt als Deutschlands letzte Bügeleisenfabrik.
Gegenwärtig werden unter dem Namen Rowenta verschiedene Haushaltsgeräte angeboten, insbesondere:
- Dampfbügeleisen, Dampfgeneratoren, Dampfbürsten, Reisebügeleisen, Bügeltische
- Haarglätter, Stylinggeräte, Warmluftbürsten, Haartrockner, Haar-/Bartschneider, Epilierer, Ladyshaver
- Bodenstaubsauger mit und ohne Beutel, kabelgebundene und kabellose Stielstaubsauger, Hand-Staubsauger
- Kaffeemaschinen, Wasserkocher, Toaster
- Luftreiniger, Heizlüfter, Ventilatoren.